# Settefrati
Settefrati é uma comuna italiana da região do Lácio, província de Frosinone, com cerca de 855 habitantes. Estende-se por uma área de 50 km², tendo uma densidade populacional de 17 hab/km². Faz fronteira com Barrea (AQ), Civitella Alfedena (AQ), Gallinaro, Opi (AQ), Picinisco, San Donato Val di Comino.

## Demografia
| Variação demográfica do município entre 1861 e 2011                               |
|                                                                                   |
| Fonte: Istituto Nazionale di Statistica (ISTAT) - Elaboração gráfica da Wikipedia |